# Флаг Теркса и Кайкоса
Флаг Теркса и Ка́йкоса принят 7 ноября 1968 года. Подобен флагам других колоний и зависимых территорий Великобритании. Представляет собой синий (английский) кормовой флаг — синее полотнище с флагом Великобритании в крыже; щит (соответствующий гербу Тёркс и Кайкос) жёлтого цвета с изображениями раковины, лобстера и кактуса.
В качестве флага гражданского флота может использоваться аналогичный флаг с полотнищем красного цвета.

## Другие флаги
- Колониальный флаг 
1889 — 7 ноября 1968
- Флаг губернатора
- Торговый флаг